# Open 13
Open 13 er en årlig tennisturnering for mænd, der spilles i Marseille, Frankrig. Turneringen arrangeres af ATP 250-serien af Association of Tennis Professionals. Den afholdes i en uge i februar. Tallet 13 er INSEE-koden for departementet Bouches-du-Rhône, hvor Marseille er hovedstad.
Turneringen spilles på indendørs hårde baner i Palais des sports de Marseille. Center Court har en kapacitet på 5.800 pladser.
Turneringen er en af fire franske begivenheder i ATP Tour 250-serien sammen med Open Sud de France, Moselle Open og Lyon Open .  

## Historie
Arrangementet blev afholdt første gang i 1993. Det blev oprettet af den tidligere professionelle tennisspiller Jean-François Caujolle, som er turneringsleder den dag i dag.
Den schweiziske spiller Marc Rosset vandt singletitlen ved de første to udgaver af stævnet i 1993 og 1994. Han vandt den også for 3. gang i 2000. Thomas Enqvist og Jo-Wilfried Tsonga har rekorden for flest titler med 3 hver.
Roger Federer spillede sin første ATP-singlefinale ved denne turnering i 2000, hvor han tabte til Marc Rosset. Deres kamp var den første schweiziske finale i en ATP-begivenhed.   Federer vandt titlen i 2003. 
Andre bemærkelsesværdige vindere inkluderer tidligere verdens nr. 1-rangerede spillere og Grand Slam-mestrene Boris Becker, Yevgeny Kafelnikov, Andy Murray og Juan Martin del Potro. Franske spillere har vundet flest titler ved denne begivenhed, 9 i single og 11 i double. 

## Tidligere finaler

### Singles
| År   | Vinder                 | Finalist              | Score               |
| ---- | ---------------------- | --------------------- | ------------------- |
| 1993 | Marc Rosset            | Jan Siemerink         | 6–2, 7–6(7–1)       |
| 1994 | Marc Rosset (2)        | Arnaud Boetsch        | 7–6(8–6), 7–6(7–4)  |
| 1995 | Boris Becker           | Daniel Vacek          | 6–7(2–7), 6–4, 7–5  |
| 1996 | Guy Forget             | Cédric Pioline        | 7–5, 6–4            |
| 1997 | Thomas Enqvist         | Marcelo Ríos          | 6–4, 1–0, ret.      |
| 1998 | Thomas Enqvist (2)     | Yevgeny Kafelnikov    | 6–4, 6–1            |
| 1999 | Fabrice Santoro        | Arnaud Clément        | 6–3, 4–6, 6–4       |
| 2000 | Marc Rosset (3)        | Roger Federer         | 2–6, 6–3, 7–6(7–5)  |
| 2001 | Yevgeny Kafelnikov     | Sébastien Grosjean    | 7–6(7–5), 6–2       |
| 2002 | Thomas Enqvist (3)     | Nicolas Escudé        | 6–7(4–7), 6–3, 6–1  |
| 2003 | Roger Federer          | Jonas Björkman        | 6–2, 7–6(8–6)       |
| 2004 | Dominik Hrbatý         | Robin Söderling       | 4–6, 6–4, 6–4       |
| 2005 | Joachim Johansson      | Ivan Ljubičić         | 7–5, 6–4            |
| 2006 | Arnaud Clément         | Mario Ančić           | 6–4, 6–2            |
| 2007 | Gilles Simon           | Marcos Baghdatis      | 6–4, 7–6(7–3)       |
| 2008 | Andy Murray            | Mario Ančić           | 6–3, 6–4            |
| 2009 | Jo-Wilfried Tsonga     | Michaël Llodra        | 7–5, 7–6(7–3)       |
| 2010 | Michaël Llodra         | Julien Benneteau      | 6–3, 6–4            |
| 2011 | Robin Söderling        | Marin Čilić           | 6–7(8–10), 6–3, 6–3 |
| 2012 | Juan Martín del Potro  | Michaël Llodra        | 6–4, 6–4            |
| 2013 | Jo-Wilfried Tsonga (2) | Tomáš Berdych         | 3–6, 7–6(8–6), 6–4  |
| 2014 | Ernests Gulbis         | Jo-Wilfried Tsonga    | 7–6(7–5), 6–4       |
| 2015 | Gilles Simon (2)       | Gaël Monfils          | 6–4, 1–6, 7–6(7–4)  |
| 2016 | Nick Kyrgios           | Marin Čilić           | 6–2, 7–6(7–3)       |
| 2017 | Jo-Wilfried Tsonga (3) | Lucas Pouille         | 6–4, 6–4            |
| 2018 | Karen Khachanov        | Lucas Pouille         | 7–5, 3–6, 7–5       |
| 2019 | Stefanos Tsitsipas     | Mikhail Kukushkin     | 7–5, 7–6(7–5)       |
| 2020 | Stefanos Tsitsipas (2) | Félix Auger-Aliassime | 6–3, 6–4            |
| 2021 | Daniil Medvedev        | Pierre-Hugues Herbert | 6–4, 6–7(4–7), 6–4  |
| 2022 | Andrey Rublev          | Félix Auger-Aliassime | 7–5, 7–6(7–4)       |
| 2023 | Hubert Hurkacz         | Benjamin Bonzi        | 6–3, 7–6(7–4)       |
| 2024 | Ugo Humbert            | Grigor Dimitrov       | 6–4, 6–3            |
| 2025 | Ugo Humbert (2)        | Hamad Medjedovic      | 7–6(7–4), 6–4       |

### Doubles
| År   | Vinder                                          | Finalist                                 | Score                  |
| ---- | ----------------------------------------------- | ---------------------------------------- | ---------------------- |
| 1993 | Arnaud Boetsch Olivier Delaître                 | Ivan Lendl Christo van Rensburg          | 6–3, 7–6               |
| 1994 | Jan Siemerink Daniel Vacek                      | Martin Damm Yevgeny Kafelnikov           | 6–7, 6–4, 6–1          |
| 1995 | David Adams Andrei Olhovskiy                    | Jean-Philippe Fleurian Rodolphe Gilbert  | 6–1, 6–4               |
| 1996 | Jean-Philippe Fleurian Guillaume Raoux          | Marius Barnard Peter Nyborg              | 6–3 6–2                |
| 1997 | Thomas Enqvist Magnus Larsson                   | Olivier Delaître Fabrice Santoro         | 6–3, 6–4               |
| 1998 | Donald Johnson Francisco Montana                | Mark Keil T. J. Middleton                | 6–4, 3–6, 6–3          |
| 1999 | Max Mirnyi Andrei Olhovskiy (2)                 | David Adams Pavel Vízner                 | 7–5, 7–6(9–7)          |
| 2000 | Simon Aspelin Johan Landsberg                   | Juan Ignacio Carrasco Jairo Velasco, Jr. | 7–6(7–2), 6–4          |
| 2001 | Julien Boutter Fabrice Santoro                  | Michael Hill Jeff Tarango                | 7–6(9–7), 7–5          |
| 2002 | Arnaud Clément Nicolas Escudé                   | Julien Boutter Max Mirnyi                | 6–4, 6–3               |
| 2003 | Sébastien Grosjean Fabrice Santoro (2)          | Tomáš Cibulec Pavel Vízner               | 6–1, 6–4               |
| 2004 | Mark Knowles Daniel Nestor                      | Martin Damm Cyril Suk                    | 7–5, 6–3               |
| 2005 | Martin Damm Radek Štěpánek                      | Mark Knowles Daniel Nestor               | 7–6(7–4), 7–6(7–5)     |
| 2006 | Martin Damm (2) Radek Štěpánek (2)              | Mark Knowles Daniel Nestor               | 6–2, 6–7(4–7), [10–3]  |
| 2007 | Arnaud Clément (2) Michaël Llodra               | Mark Knowles Daniel Nestor               | 7–5, 4–6, [10–8]       |
| 2008 | Martin Damm (3) Pavel Vízner                    | Yves Allegro Jeff Coetzee                | 7–6(7–0), 7–5          |
| 2009 | Arnaud Clément (3) Michaël Llodra (2)           | Julian Knowle Andy Ram                   | 3–6, 6–3, [10–8]       |
| 2010 | Julien Benneteau Michaël Llodra (3)             | Julian Knowle Robert Lindstedt           | 6–4, 6–3               |
| 2011 | Robin Haase Ken Skupski                         | Julien Benneteau Jo-Wilfried Tsonga      | 6–4, 6–7(4–7), [13–11] |
| 2012 | Nicolas Mahut Édouard Roger-Vasselin            | Dustin Brown Jo-Wilfried Tsonga          | 3–6, 6–4, [10–6]       |
| 2013 | Rohan Bopanna Colin Fleming                     | Aisam-ul-Haq Qureshi Jean-Julien Rojer   | 6–4, 7–6(7–3)          |
| 2014 | Julien Benneteau (2) Édouard Roger-Vasselin (2) | Paul Hanley Jonathan Marray              | 4–6, 7–6(8–6), [13–11] |
| 2015 | Marin Draganja Henri Kontinen                   | Colin Fleming Jonathan Marray            | 6–4, 3–6, [10–8]       |
| 2016 | Mate Pavić Michael Venus                        | Jonathan Erlich Colin Fleming            | 6–2, 6–3               |
| 2017 | Julien Benneteau (3) Nicolas Mahut (2)          | Robin Haase Dominic Inglot               | 6–4, 6–7(9–11), [10–5] |
| 2018 | Raven Klaasen Michael Venus (2)                 | Marcus Daniell Dominic Inglot            | 6–7(2–7), 6–3, [10–4]  |
| 2019 | Jérémy Chardy Fabrice Martin                    | Ben McLachlan Matwé Middelkoop           | 6–3, 6–7(4–7), [10–3]  |
| 2020 | Nicolas Mahut (3) Vasek Pospisil                | Wesley Koolhof Nikola Mektić             | 6–3, 6–4               |
| 2021 | Lloyd Glasspool Harri Heliövaara                | Sander Arends David Pel                  | 7–5, 7–6(7–4)          |
| 2022 | Denys Molchanov Andrey Rublev                   | Raven Klaasen Ben McLachlan              | 4–6, 7–5, [10–7]       |
| 2023 | Santiago González Édouard Roger-Vasselin        | Nicolas Mahut Fabrice Martin             | 4–6, 7–6(7–4), [10–7]  |
| 2024 | Tomáš Macháč Zhang Zhizhen                      | Emil Ruusuvuori Patrik Niklas-Salminen   | 6–3, 6–4               |
| 2025 | Benjamin Bonzi Pierre-Hugues Herbert            | Sander Gillé Jan Zieliński               | 6–3, 6–4               |